# Insomnia (film 2002)
Insomnia è un film del 2002 diretto da Christopher Nolan e interpretato da Al Pacino, Robin Williams e Hilary Swank. Si tratta del remake dell'omonimo film norvegese uscito nel 1997.

## Trama
Will Dormer, detective della squadra omicidi di Los Angeles, viene mandato a Nightmute, in Alaska, insieme al suo collega Hap Eckhart, per risolvere il misterioso caso dell'omicidio di una diciassettenne, Kay Connell. Qui incontrano Ellie Burr, una giovane detective entrata nella polizia locale, che mostra un profondo rispetto per l'anziano e famoso collega, ricordando i vari casi seguiti dall'investigatore. Non è un bel momento per i due poliziotti, che stanno subendo un'indagine per aver fatto condannare con prove false un uomo che sapevano aver torturato e ucciso un bambino. Eckhart è deciso a patteggiare, mentre l'amico cerca di dissuaderlo, sapendo che questo potrebbe implicare la fine della sua carriera.
I due iniziano le indagini congiunte sul delitto di Nightmute: esaminano il cadavere e l'abitazione della giovane, poi interrogano il fidanzato Randy, che la picchiava. Kay aveva litigato con lui la sera del delitto, perché era venuto a conoscenza della sua relazione con un altro uomo, pertanto inizialmente i sospetti cadono sul giovane. Intanto viene ritrovato lo zaino della ragazza contenente il suo diario e alcuni romanzi polizieschi di Walter Finch, scrittore locale che la ragazza adorava. Dormer decide di sfruttare la circostanza, facendo riempire lo zaino ritrovato con altri libri e rimettendolo dove è stato trovato, comunicando poi alla stampa che la polizia è in cerca dello zaino della ragazza, cercando così di attirare l'assassino in una trappola.
Una volta appostatisi fuori del capanno dove è stato ritrovato lo zaino, i poliziotti avvistano un uomo, che fugge dopo essersi accorto della loro presenza. Durante l'inseguimento del sospetto omicida, circondati da una coltre di nebbia fittissima, la situazione sfugge di mano: dapprima un agente viene ferito e poi Dormer uccide accidentalmente Eckhart, non riconoscendolo a causa della nebbia. Confuso sul da farsi, Dormer racconta agli altri che è stato l'assassino in fuga a sparargli e occulta le prove, ma l'assassino lo ha visto colpire il collega e quindi lo ricatta telefonicamente nelle reciproche notti insonni, causate dalla particolarità delle stagioni artiche in cui il sole non tramonta mai per alcuni mesi dell'anno.
Durante un incontro acceso con Tanya, la migliore amica di Kay, che però aveva una tresca con Randy, Dormer si fa confidare il soprannome con cui l'amico di Kay si faceva chiamare: Brody. Avendo letto questo nome sulla copertina di uno dei romanzi di Finch (Brody era l'eroe dei suoi libri), l'agente capisce che è proprio Finch l'assassino e decide di andare a fare un sopralluogo nella sua abitazione. Introdottosi furtivamente in casa dello scrittore, Dormer sorprende Finch quando rincasa, ma l'uomo riesce a darsi alla fuga dopo un inseguimento su alcuni tronchi galleggianti. Poco dopo lo scrittore si fa vivo telefonicamente e dà appuntamento al poliziotto per il giorno dopo su un battello. Intanto Dormer nasconde in casa di Finch la pistola abbandonata sul luogo del delitto, per incastrarlo.
Il giorno seguente incontra l'assassino, che cerca di fargli capire che sono sulla stessa barca e che a entrambi conviene tacere per salvarsi reciprocamente. L'idea di Finch è di far ricadere la colpa su Randy. Dormer, da molte notti insonne, sembra accettare, ma, anche se non vuole ammettere di avere sparato al collega, è segretamente pronto a far arrestare lo scrittore. Nel colloquio telefonico insonne successivo, Finch spiega le ragioni dell'omicidio: la ragazza era accorsa da lui per sfogarsi, parlandogli del tradimento di Randy appena scoperto, e lo scrittore, eccitato, l'aveva baciata, vedendosi però respinto e deriso. Una furia incontrollabile aveva allora colto l'uomo, che nella vita non aveva avuto altro che frustrazioni, sin da quando era stato respinto al concorso per entrare in polizia.
La polizia locale interroga Walter Finch su suggerimento di Dormer, che finge di non conoscerlo; nella deposizione Finch indirizza i sospetti contro Randy, dicendo che questi aveva un'arma, e si presenta quasi come un mentore della ragazza, scatenando l'ira del detective che conosce la verità. Finch suggerisce quindi di fare una perquisizione in casa del ragazzo, lasciando intendere che troveranno l'arma che nel frattempo egli ha ritrovato a casa propria messa lì dal poliziotto per occultarla nell'abitazione dello studente, senza cadere quindi nella trappola di Dormer, il quale si precipita a casa di Randy per far sparire la pistola, ma non giunge in tempo e il ragazzo viene arrestato.
Il detective continua a non dormire la notte, a causa del sole che non tramonta mai nell'estate artica, ma soprattutto divorato dai sensi di colpa. Dormer si confida con la proprietaria dell'hotel, Rachel Clement, riguardo all'indagine degli Affari Interni; ha fabbricato prove per aiutare a condannare un pedofilo che era certo fosse colpevole dell'omicidio di un minore.
Mentre Dormer viene celebrato come eroe, Ellie scopre la verità, rinvenendo un bossolo nel punto in cui Dormer ha sparato a Echkart. Capito il patto fra i due si reca da Finch. Nel frattempo Dormer decide che non può continuare a convivere con il rimorso e accorre alla casa sul lago dello scrittore, dove questi ha colpito Ellie, che aveva casualmente scoperto l'abito della ragazza uccisa, e si sta preparando a sbarazzarsi di lei.
L'agente giunge in tempo per salvarla e, di fronte alla domanda di Ellie se avesse ucciso apposta il collega, risponde di non poter rispondere con certezza. Nella sparatoria che i due ingaggiano contro Finch, quest'ultimo viene ucciso da Will, a sua volta ferito mortalmente; assistito dalla giovane investigatrice che, credendo nella sua buona fede, è pronta a gettare via il proiettile, Dormer la blocca, chiedendole di «non smarrire la strada». Dopo aver pronunciato queste parole, il detective può finalmente "addormentarsi", in pace con la propria coscienza.

## Produzione
Il film è stato girato tra Alaska e Columbia Britannica. La maggior parte delle riprese si sono svolte nella cittadina di Squamish, vicino a Vancouver, nella primavera del 2001. Il budget speso per la realizzazione dell'opera ammonta a circa 46 milioni di dollari.
Secondo quanto rivelato da Nolan in un'intervista, la scelta di scritturare Robin Williams per il ruolo del cattivo di turno è dipeso dalla volontà di mostrare il noto attore in vesti completamente inedite agli occhi del pubblico: fino ad allora Williams aveva interpretato principalmente ruoli divertenti in commedie e film per la famiglia. Nolan ha inoltre definito Williams "la persona perfetta con cui lavorare" e la sua performance nel film "impeccabile".

## Distribuzione

### Date di uscita
Il film uscì in vari paesi fra cui:
- Stati Uniti d'America, 3 maggio 2002
- Messico, 21 giugno 2002
- Russia, Бессонница, 16 agosto 2002
- Giappone, 7 settembre 2002
- Svezia, 13 settembre 2002
- Germania, Insomnia - Schlaflos, 10 ottobre 2002
- Spagna, Insomnio, 11 ottobre 2002
- Francia, 6 novembre 2002
- Italia, 8 novembre 2002

## Accoglienza

### Incassi
Il film ha incassato 67.355.513 di dollari negli USA e 46.359.317 di dollari negli altri paesi fra cui 7.093.913 in Giappone e 4.801.066 in Francia. L'incasso totale ammonta dunque a circa 113,8 milioni di dollari.

### Critica
Il film ha ottenuto generalmente ottime critiche tra cui un punteggio del 92% su Rotten Tomatoes. "Al Pacino mostra anche nel fisico la stanchezza del personaggio, mentre Robin Williams dà l'impressione di divertirsi ad interpretare personaggi di dubbia moralità. La regia risulta ispirata, mentre si elogia la sequenza iniziale."

## Riconoscimenti
- 2003 - Saturn Award
  - Candidatura Miglior attore non protagonista a Robin Williams
  - Candidatura Miglior sceneggiatura a Hillary Seitz
- 2003 - Empire Awards
  - Candidatura Miglior attrice protagonista a Hilary Swank
- 2002 - Satellite Award
  - Candidatura Miglior montaggio a Dody Dorn
- 2003 - Premio Robert
  - Candidatura Miglior film statunitense a Christopher Nolan
- 2003 - Edgar Award
  - Candidatura Miglior film a Hillary Seitz
- 2003 - Golden Trailer Awards
  - Candidatura Miglior horror/thriller
- 2003 - London Critics Circle Film Awards
  - Regista britannico dell'anno a Christopher Nolan
  - Candidatura Attore dell'anno a Al Pacino